# De wolf en de drie biggetjes

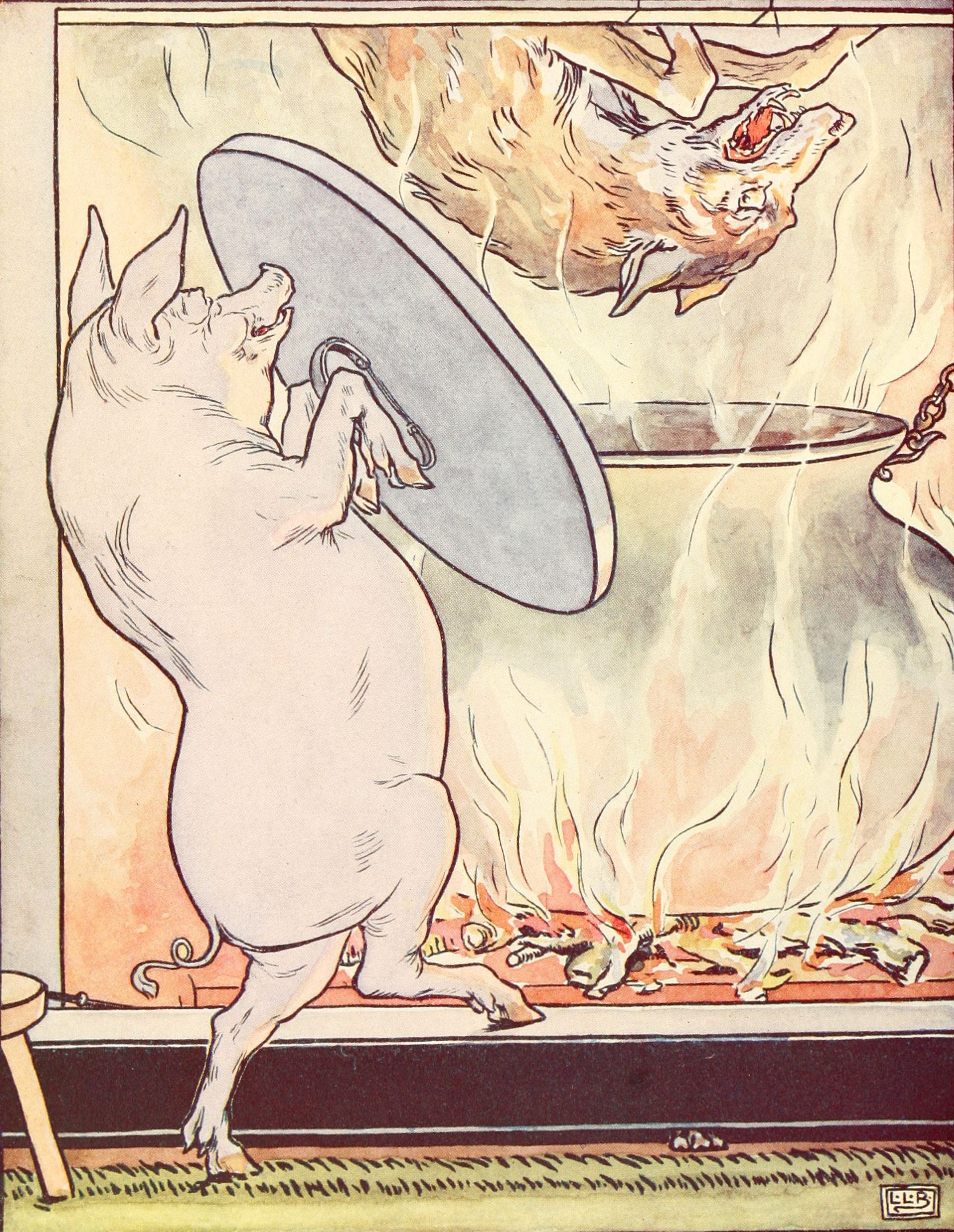
De wolf klimt door de schoorsteen en landt in de kookpot

De wolf en de drie biggetjes (Engels: The Three Little Pigs) is een Engels kindersprookje. Hoewel het mondeling al langer werd overgeleverd, circuleren geschreven versies van het sprookje sinds de jaren 1840. Het sprookje werd vooral bekend in de 19e eeuw, dankzij Joseph Jacobs. Het verhaal heeft ATU nummer 124. De uiteindelijke herkomst van het verhaal is onbekend.
De achterliggende boodschap is dat luiheid wordt bestraft en ijver beloond.

## Het verhaal
Moeder varken stuurt haar drie zonen de wereld in om samen een groot en sterk huis te bouwen. Ze krijgen echter ruzie en bouwen ieder voor zich een eigen huis. Het eerste biggetje is lui en bouwt een huis van stro. Het tweede biggetje is iets ijveriger en bouwt een huis van hout. Het derde biggetje werkt zich daarentegen helemaal uit de naad om een stenen huis te metselen. Terwijl het derde biggetje nog aan het werk is, maken de andere twee plezier of luieren.
Dan verschijnt er een wolf die de biggetjes maar wat graag wil opeten. Hij gaat naar het eerste biggetje, en eist binnengelaten te worden. Het biggetje peinst er niet over en weigert. De wolf ademt vervolgens diep in en blaast het tere strohuis zonder moeite weg, waarna hij het biggetje opeet.
Na een tijdje krijgt de wolf weer trek en gaat naar het houten huis van het tweede biggetje. Eenzelfde conversatie volgt en ook het houten huis wordt weggeblazen, waarna het tweede biggetje eveneens opgegeten wordt.
Bij het derde biggetje lukt het niet zo makkelijk. De wolf kan het stevige stenen huis niet omverblazen en kruipt vervolgens door de schoorsteen naar binnen. Het derde biggetje had daar al op gerekend en op het haardvuur staat een grote ketel kokend water klaar. De wolf valt in de ketel en het biggetje doet het deksel erop. In sommige versies van het verhaal wordt de wolf vervolgens zelf door het biggetje opgegeten.

## Andere versies
Er bestaan verschillende versies van het sprookje, maar meestal wordt de bovenstaande lijn gevolgd, met dien verstande dat het sprookje soms van zijn scherpste kantjes wordt ontdaan. De eerste twee biggetjes worden bijvoorbeeld niet verslonden maar ontsnappen naar het stenen huis van hun broertje, of ze komen na afloop ongedeerd weer uit de buik van de wolf tevoorschijn. De wolf wordt soms niet gedood of opgegeten maar gevangen.

## Overeenkomsten met andere sprookjes
Het sprookje heeft veel overeenkomsten met Boer Bezems, boer Blaren en boer IJzer uit Antwerpen. Vergelijk ook Onderdeurtje, hier is het laatste huisje ook erg sterk en de ghouls verbranden door een list.
Ook in De wolf en de zeven geitjes spelen dieren de hoofdrol en is de antagonist een vraatzuchtige wolf die het op hen heeft gemunt.

## In populaire media
- Walt Disney maakte in 1933 de op dit sprookje gebaseerde tekenfilm Three Little Pigs. Hierin maakten Midas Wolf (de Grote Boze Wolf) en Knir, Knar en Knor hun intrede.
- Dreamworks verwerkte de drie biggetjes en de grote boze wolf in de Shrek-films. Cody Cameron sprak de stemmen in van de biggetjes, en Aron Warner sprak de stem in van de wolf. Ze kregen in deze franchise zelfs een eigen korte film, The Pig Who Cried Werewolf.
- De drie biggetjes, Big, Bag en Bog genaamd, zijn terugkerende personages in Ome Henk. Ze worden hier neergezet als vuurgevaarlijke criminelen waar zelfs de Boze Wolf bang voor is.

## Afbeeldingen

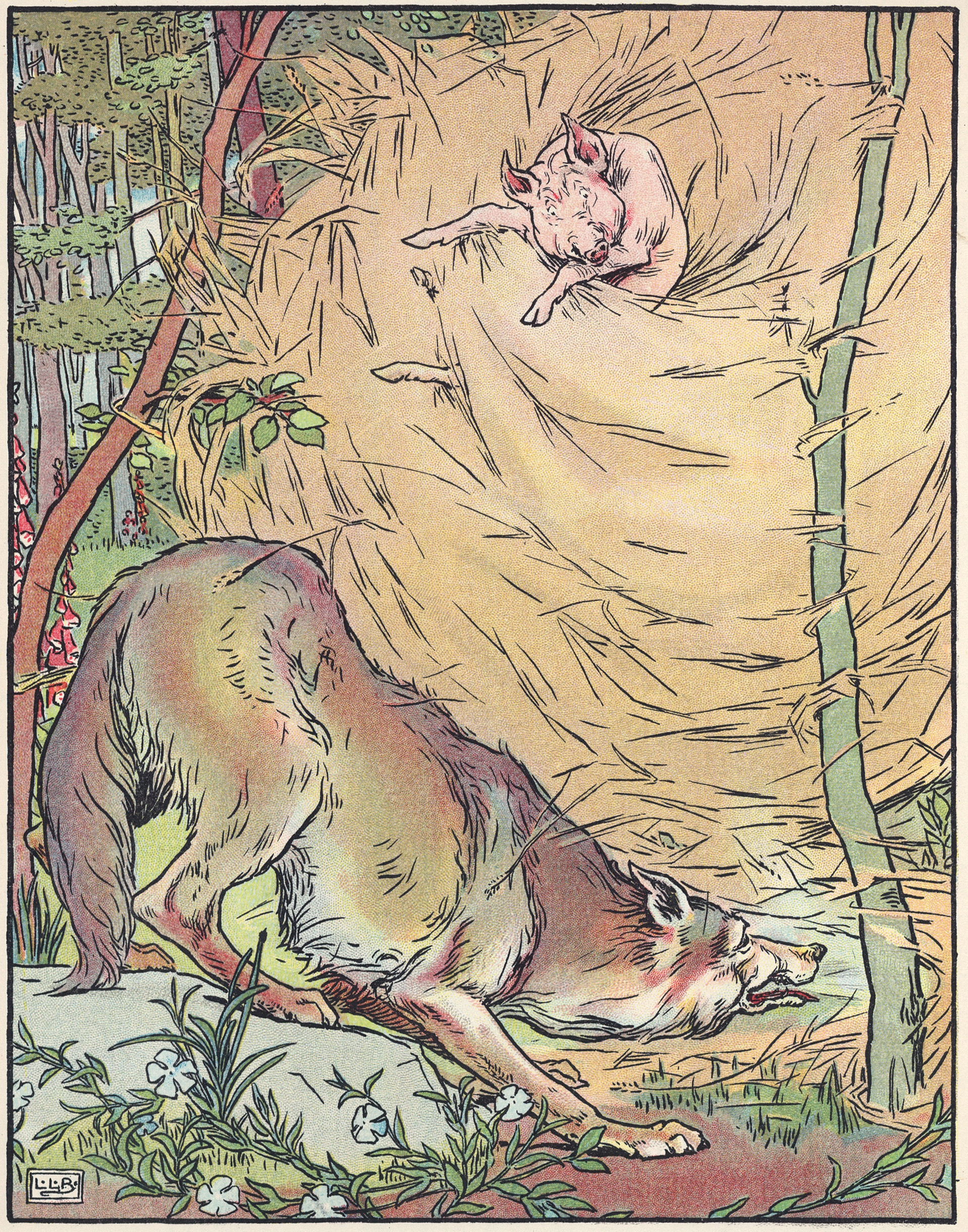
Het huisje van stro wordt omvergeblazen, 1904.
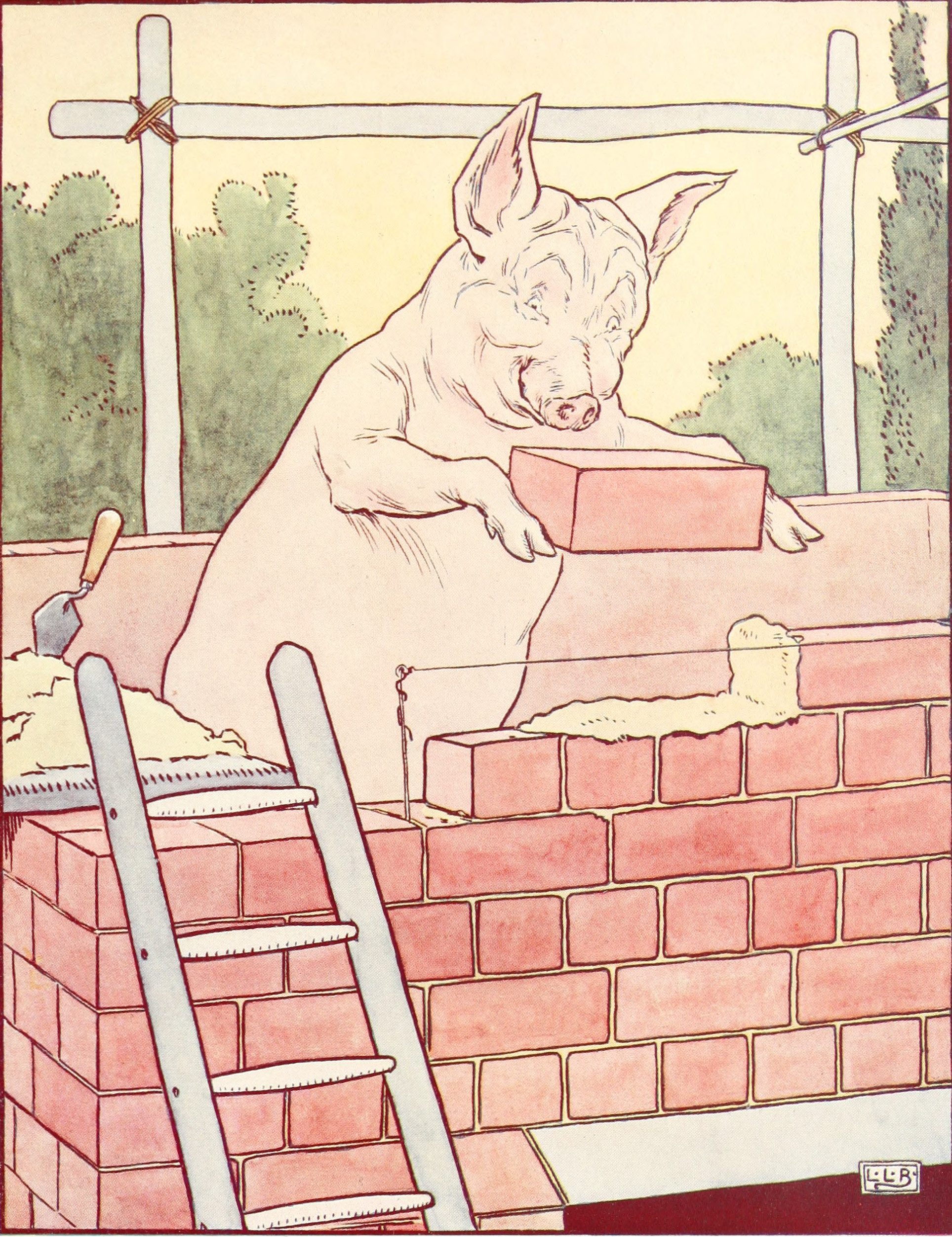
Het vlijtige biggetje bouwt zijn huis van steen.